# Lechowo
Lechowo (deutsch Lichtenau) ist ein Dorf in der polnischen Woiwodschaft Ermland-Masuren. Es gehört zur Stadt- und Landgemeinde Pieniężno (Mehlsack) im Powiat Braniewski (Kreis Braunsberg).

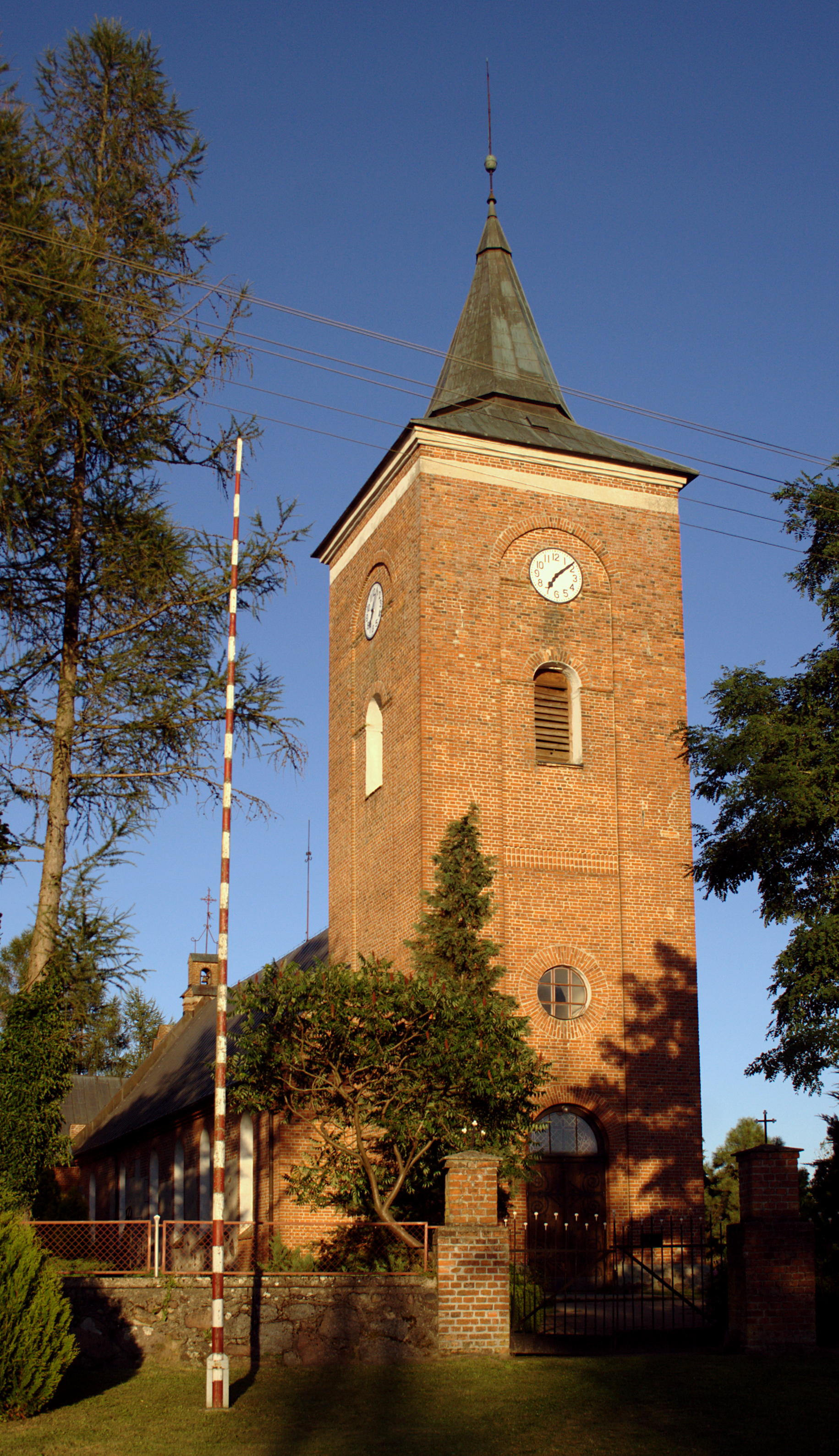
Dorfkirche Lechowo (Lichtenau)

## Geographische Lage
Lechowo liegt im Nordwesten der Woiwodschaft Ermland-Masuren, 35 Kilometer südöstlich der Kreisstadt Braniewo (Braunsberg).

## Geschichte

### Ortsgeschichte
Die Handfeste für das alte Kirchdorf Lichtenau wurde 1326 ausgestellt. Aus dem westfälischen Lichtenau in den Deutschen Orden eingewanderte Siedler haben den Ort gegründet. Am 18. JuNi 1874 wurde die Landgemeinde Lichtenau Amtsdorf und damit namensgebend für einen Amtsbezirk im ostpreußischen Kreis Braunsberg, Regierungsbezirk Königsberg. Im Jahre 1910 zählte das Dorf 598 Einwohner.
Am 17. Oktober 1928 wurde die Landgemeinde Steinkerwalde (polnisch Kamionki) nach Lichtenau eingegliedert. Die Einwohnerzahl belief sich im Jahre 1933 auf 573 und im Jahre 1939 auf 590.
Im Jahre 1945 kam in Kriegsfolge das gesamte südliche Ostpreußen zu Polen. Lichtenau erhielt die polnische Namensform „Lechowo“ und ist heute eine Ortschaft im Verbund der Gmina Pieniężno (Stadt- und Landgemeinde Mehlsack) im Powiat Braniewski (Kreis Braunsberg), von 1975 bis 1998 der Woiwodschaft Elbląg, seither der Woiwodschaft Ermland-Masuren zugeordnet. Im Jahre 2021 zählte Lechowo 208 Einwohner.

### Amtsbezirk Lichtenau (1874–1945)
Zum Amtsbezirk Lichtenau gehörten in der Zeit seines Bestehens die Dörfer:
| Deutscher Name | Polnischer Name | Anmerkungen                      |
| -------------- | --------------- | -------------------------------- |
| Eschenau       | Jesionowo       |                                  |
| Lichtenau      | Lechowo         |                                  |
| Liebenthal     | Lubianka        |                                  |
| Lotterbach     | Niebałki        |                                  |
| Steinkerwalde  | Kamionki        | 1928 nach Lichtenau eingemeindet |

## Religion

### Römisch-katholisch
Bereits zu Beginn des 14. Jahrhunderts war Lichtenau ein Kirchdorf. Bis heute gehört es zur römisch-katholischen Kirche, die das noch heute erhaltene Gebäude oftmals restauriert und ausgebessert hat. Die Pfarrei Lechowo gehört jetzt zum Erzbistum Ermland.
Zur Pfarrei Lichtenau gehörten vor 1945 die Orte:
| Deutscher Name | Polnischer Name |  | Deutscher Name | Polnischer Name |
| -------------- | --------------- |  | -------------- | --------------- |
| Eschenau       | Jesionowo       |  | Liebenthal     | Lubianka        |
| Lichtenau      | Lechowo         |  | Lotterbach     | Niedbałki       |

### Evangelisch
Lichtenau war – und Lechowo ist – kein evangelisches Kirchdorf. Die evangelischen Kirchenglieder waren bis 1945 in die evangelische Pfarrkirche Mehlsack in der Kirchenprovinz Ostpreußen der Kirche der Altpreußischen Union. Heute in Lechowo lebende evangelische Einwohner gehören zur Diözese Masuren der Evangelisch-Augsburgischen Kirche in Polen.

## Verkehr
Lechowo liegt südlich der Woiwodschaftsstraße 512 und ist über den Abzweig in Łoźnik (Lotterfeld) zu erreichen. Außerdem enden in Lechowo zwei von Radziejewo (Sonnwalde) bzw. von Lubianka (Liebenthal) kommenden Straßen.
Eine Bahnanbindung besteht nicht.

## Persönlichkeiten

### Aus dem Ort gebürtig
- Anton Lingk (* 18. September 1867 in Lichtenau), deutscher Mühlenbesitzer und Politiker († im 20. Jahrhundert)

### Mit dem Ort verbunden
- Anton Rehaag (1812–1860), Priester, Abgeordneter und Gutsbesitzer, war von 1849 bis zu seinem Tod in Lichtenau tätig, wo er am 29. Juli 1860 starb